# В каждом из нас (альбом)
«В каждом из нас» — первый студийный альбом киевской группы Marvel.

## История
Записан в 2009 году в Киеве на студии звукозаписи Top Sound, сведением и мастерингом альбома занимался Сергей Knob Любинский. Презентация альбома состоялась 31 декабря 2009 года в симферопольском клубе «100Пудофф», 14 февраля 2010 в киевском клубе «Бинго». Автор текстов на альбоме — вокалистка группы Ольга Скрипова, автор музыки — гитарист Дмитрий Полудницин. Альбом получил массу хороших рецензий в музыкальном мире Украины и СНГ, стал популярным среди украинской молодежи, сделав Marvel одними из ведущих команд альтернативной сцены Украины.

## Участники записи
- Ольга Скрипова — вокал, клавишные
- Дмитрий Полудницин — гитара
- Дмитрий «Plush Dez» Сергеев — бас-гитара
- Владислав Емец — ударные

## Список композиций
1. «Intro»
2. «Шаг»
3. «На краю»
4. «Химерні квіти»
5. «В каждом из нас»
6. «Вже не тут»
7. «Дверь в небо»
8. «Ангел»
9. «Ніч»
10. «Тишина»
11. «Рассвет»

Список песен приведен с официального сайта группы (www.marvel.org.ua)